# Вест Хелена (Арканзас)
Вест Хелена (енгл. West Helena) град је у америчкој савезној држави Арканзас.

## Демографија
По попису из 2000. године број становника је 8.689.
| Група             | 2000.         | 2010.    |
| Белци             | 2.815 (32,4%) | 0 (0,0%) |
| Афроамериканци    | 5.708 (65,7%) | 0 (0,0%) |
| Азијати           | 33 (0,4%)     | 0 (0,0%) |
| Хиспаноамериканци | 88 (1,0%)     | 0 (0,0%) |
| Укупно            | 8.689         | 0        |